# Distrito de Devoll
El Distrito de Devoll (Albanés: Rrethi i Devollit) fue uno de los 36 distritos de Albania. Adoptaba el nombre del río Devoll que fluye a través de su valle. Tenía una población (2006) de 34.744 habitantes, incluyendo comunidades griegas y armenias, y un área de 429 km². Se encontraba al sudeste del país, y su capital es Bilisht. Hacía frontera con las prefecturas griegas de Florida y Kastoria al este y sudeste. Limitaba con los distritos de Kolonjë en el sudoeste y Korçë en el oeste y norte.
Ocupaba los límites del actual municipio de Devoll.

## Comunidades y subdivisiones
- Arrëz
- Bilisht
- Bitinckë
- Braçanj
- Bradvicë
- Cangonje
- Çetë
- Çipan
- Dobranje
- Fitore
- Gjurëz
- Grapsh
- Koshnicë
- Kurilë
- Menkulkas
- Miras
- Poloskë
- Ponçare
- Qytezë
- Shuec
- Sul
- Tren
- Trestenik
- Vernik
- Vishoshicë
- Vidohovë
- Ziçisht
- Xvezde
- Ecmenik